# 逆命题
在逻辑学中，逆命题（英語：converse）是一个命题的条件与结论分别是另一个命题的结论与条件时，这两个命题互逆，也就是说其中任一个命题是另一个命题的逆命题。
两个互为逆命题的命题。在命题的四种形式中，原命题与逆命题，否命题与逆否命题是两对互逆命题。比如说有“假如事件A为真，则事件B也为真”，那么它的逆命题就是“假如事件B为真，则事件A也为真”。因为这类命题的真值与原命题的真值无关，因此无法通过原命题的真假性来判断逆命题的真假性。
给予初始实质条件命题“若P，则Q”：{\displaystyle P\to Q}，其逆命题为“若Q，则P”{\displaystyle Q\to P}。